# El Príncipe de la Canción
El Príncipe de la Canción es un álbum recopilatorio de José José, editado en 2CD's + DVD, publicado el 23 de junio del 2017.

## Lista de canciones

### CD1
| N.º | Título                                           | Escritor(es)                                | Duración |  |
| 1.  | «El Amar y el Querer»                            | Manuel Alejandro - Ana Magdalena            | 3:57     |  |
| 2.  | «He Renunciado a Ti»                             | Manuel Alejandro - Ana Magdalena            | 3:59     |  |
| 3.  | «Lo Pasado, Pasado»                              | Alberto Aguilera Valadez                    | 4:10     |  |
| 4.  | «El Triste»                                      | Roberto Cantoral                            | 4:15     |  |
| 5.  | «Amnesia»                                        | Chico Novarro - Dino Ramos                  | 3:49     |  |
| 6.  | «No Me Digas Que Te Vas»                         | Alejandro Jaén                              | 3:53     |  |
| 7.  | «Cuando Vayas Conmigo»                           | Manuel Alejandro - Ana Magdalena            | 3:52     |  |
| 8.  | «Payaso»                                         | Rafael Pérez Botija                         | 3:00     |  |
| 9.  | «Me Vas a Echar de Menos»                        | Rafael Pérez Botija                         | 2:58     |  |
| 10. | «Tiempo» (a dúo con “Marco Antonio Muñíz”)       | Renato Leduc - Rubén Fuentes                | 3:41     |  |
| 11. | «Gavilán o Paloma»                               | Rafael Pérez Botija                         | 4:11     |  |
| 12. | «Desesperado»                                    | Rafael Pérez Botija - María Enriqueta Ramos | 3:38     |  |
| 13. | «Tu Primera Vez»                                 | José Ma. Napoleón                           | 4:25     |  |
| 14. | «Gotas de Fuego»                                 | Ramón Ferrán - Lucía Graves                 | 4:48     |  |
| 15. | «Amor, Amor»                                     | Rafael Pérez Botija                         | 3:14     |  |
| 16. | «Volcán»                                         | Rafael Pérez Botija                         | 4:48     |  |
| 17. | «Te Quiero Tal Como Eres "Just the Way You Are"» | Billy Joel - Armando Martínez               | 4:19     |  |
| 18. | «¿Y Quién Puede Ser?»                            | Paco Cepero - Francisco Martínez Moncada    | 3:41     |  |
| 19. | «Adiós, Princesa»                                | Rafael Pérez Botija                         | 4:02     |  |
| 20. | «Mi Vida»                                        | Rafael Pérez Botija                         | 4:06     |  |

### CD2
| N.º | Título                                  | Escritor(es)                                        | Duración |  |
| 1.  | «Almohada»                              | Jorge Adán Torres Solís                             | 3:37     |  |
| 2.  | «Vamos a Darnos Tiempo»                 | Alejandro Jaén                                      | 4:12     |  |
| 3.  | «Lo Dudo»                               | Manuel Alejandro - Ana Magdalena                    | 3:37     |  |
| 4.  | «La Nave del Olvido»                    | Dino Ramos                                          | 3:37     |  |
| 5.  | «Lo Que No Fue No Será»                 | Napoleón                                            | 3:38     |  |
| 6.  | «Si Me Dejas Ahora»                     | Camilo Blanes                                       | 4:35     |  |
| 7.  | «40 y 20»                               | Roberto Livi                                        | 4:01     |  |
| 8.  | «Preso»                                 | Rafael Pérez Botija                                 | 3:51     |  |
| 9.  | «Me Basta»                              | Rafael Pérez Botija                                 | 3:52     |  |
| 10. | «Por Ella» (a dúo con “José Feliciano”) | Jorge Luis Piloto - Rudy Pérez                      | 3:41     |  |
| 11. | «Soy Así»                               | Rafael Pérez Botija                                 | 3:30     |  |
| 12. | «El Amor Acaba»                         | Manuel Alejandro - Ana Magdalena                    | 4:18     |  |
| 13. | «Buenos Días, Amor»                     | Juan Carlos Calderón                                | 3:45     |  |
| 14. | «O Tú o Yo»                             | Luis Gómez Escolar - Honorio Herrero - Julio Seijas | 3:59     |  |
| 15. | «Piel de Azúcar»                        | Rubén Amado                                         | 3:39     |  |
| 16. | «¿Y Qué?»                               | Rafael Pérez Botija - María Enriqueta Ramos         | 4:48     |  |
| 17. | «Eso Nomás»                             | Roberto Livi - Bebu Silvetti                        | 4:19     |  |
| 18. | «Mujeriego»                             | Rafael Ferro García - Roberto Livi                  | 3:49     |  |
| 19. | «Aún Estoy de Pie»                      | José Ma. Napoleón                                   | 4:05     |  |
| 20. | «Seré»                                  | Rafael Pérez Botija                                 | 3:10     |  |

### DVD
| N.º | Título                                     | Escritor(es)                             | Duración |  |
| 1.  | «El Amar y el Querer»                      | Manuel Alejandro - Ana Magdalena         |          |  |
| 2.  | «He Renunciado a Ti»                       | Manuel Alejandro - Ana Magdalena         |          |  |
| 3.  | «Lo Pasado, Pasado»                        | Alberto Aguilera Valadez                 |          |  |
| 4.  | «El Triste»                                | Roberto Cantoral                         |          |  |
| 5.  | «Amnesia»                                  | Chico Novarro - Dino Ramos               |          |  |
| 6.  | «Payaso»                                   | Rafael Pérez Botija                      |          |  |
| 7.  | «Tiempo» (a dúo con “Marco Antonio Muñíz”) | Renato Leduc - Rubén Fuentes             |          |  |
| 8.  | «Gavilán o Paloma»                         | Rafael Pérez Botija                      |          |  |
| 9.  | «Amor, Amor»                               | Rafael Pérez Botija                      |          |  |
| 10. | «¿Y Quién Puede Ser?»                      | Paco Cepero - Francisco Martínez Moncada |          |  |
| 11. | «Mi Vida»                                  | Rafael Pérez Botija                      |          |  |
| 12. | «Almohada»                                 | Jorge Adán Torres Solís                  |          |  |
| 13. | «Lo Dudo»                                  | Manuel Alejandro - Ana Magdalena         |          |  |
| 14. | «La Nave del Olvido»                       | Dino Ramos                               |          |  |
| 15. | «Lo Que No Fue No Será»                    | Napoleón                                 |          |  |
| 16. | «Si Me Dejas Ahora»                        | Camilo Blanes                            |          |  |
| 17. | «40 y 20»                                  | Roberto Livi                             |          |  |
| 18. | «Por Ella» (a dúo con “José Feliciano”)    | Jorge Luis Piloto - Rudy Pérez           |          |  |
| 19. | «El Amor Acaba»                            | Manuel Alejandro - Ana Magdalena         |          |  |
| 20. | «Seré»                                     | Rafael Pérez Botija                      |          |  |
| 21. | «Biografía en Canción»                     |                                          |          |  |